# Hồng Thủy, Lệ Thủy
Hồng Thủy là một xã cũ thuộc huyện Lệ Thủy, tỉnh Quảng Bình, Việt Nam.

## Địa lý
Xã Hồng Thủy nằm ở phía bắc huyện Lệ Thủy, có vị trí địa lý:
- Phía nam giáp xã Thanh Thủy và xã Phong Thủy
- Phía đông và phía bắc giáp huyện Quảng Ninh
- Phía tây giáp các xã Hoa Thủy, Lộc Thủy, An Thủy.

Xã Hồng Thủy có diện tích 29,50 km², dân số năm 2019 là 7.516 người, mật độ dân số đạt 255 người/km².
Quốc lộ 1 và đường tránh lũ chạy qua xã này. Xã nằm trên khu vực có đất cát về phía đông, phía Tây có con sông Kiến Giang chảy qua.

## Lịch sử
Ngày 16 tháng 6 năm 2025, Ủy ban Thường vụ Quốc hội ban hành Nghị quyết số 1680/NQ-UBTVQH15 về việc sắp xếp các đơn vị hành chính cấp xã của tỉnh Quảng Trị năm 2025. Theo đó, sắp xếp toàn bộ diện tích tự nhiên, quy mô dân số của các xã Cam Thủy (huyện Lệ Thủy), xã Thanh Thủy, xã Hồng Thủy, xã Ngư Thủy Bắc thành xã mới có tên gọi là xã Cam Hồng.

## Hành chính
Xã Hồng Thủy được chia thành 9 thôn: An Định, Mốc Định, Mốc Thượng 1, Mốc Thượng 2, Thạch Thượng 1, Thạch Thượng 2, Thạch Trung, Thạch Hạ, Đông Hải.

## Kinh tế
Kinh tế chủ yếu là nông nghiệp, tiểu thủ công nghiệp.